# Аметьєво (електродепо)
55°45′25″ пн. ш. 49°09′39″ сх. д. / 55.75694° пн. ш. 49.16083° сх. д.
Електродепо «Аме́тьєво» (Локомотивне депо-1) — єдине електродепо Казанського метрополітену.

## Історія
Будівництво майданчика депо почалося у липні 1999, власне депо — у травні 2001. У серпні 2005 депо було прийняте держкомісією. На сьогодні не добудований гейт від залізничної колії до території депо. Станом на лютий 2010 року ведуться роботи по його добудові.

## Лінії, які обслуговуються
| # | Лінія            | Роки   |
| - | ---------------- | ------ |
| 1 | Центральна лінія | З 2005 |

## Рухомий склад
- 81-553.3/554.3/555.3 "Казань" — з 2005
- 81-740.4/741.4 "Русич" — з 2011

## Характеристики
Депо розраховане на 82 вагони. Крім віяла колій і ангарів відстійно-ремонтного корпусу передбачені об'єднані майстерні з електровозним цехом, малярським відділенням, камерою мийки та обдування, компресорною камерою, адміністративно-побутовий корпус з приміщеннями управлінського та інженерного персоналу, їдальні, особистими та сангігієнічними приміщеннями, кімнатою психологічного розвантаження, пунктом медичного обслуговування тощо, а також соціальний комплекс (відкриті і криті спортивні майданчики, торгові кіоски тощо). Поряд з будівлею передбачений резерв для розширення/добудови відстійно-ремонтного корпусу. У корпусах депо також частково розташовується Професійний ліцей наземного і підземного електричного транспорту, при якому споруджено перший у Казані автоматизований автодром.